# 1–18 Walmer Crescent

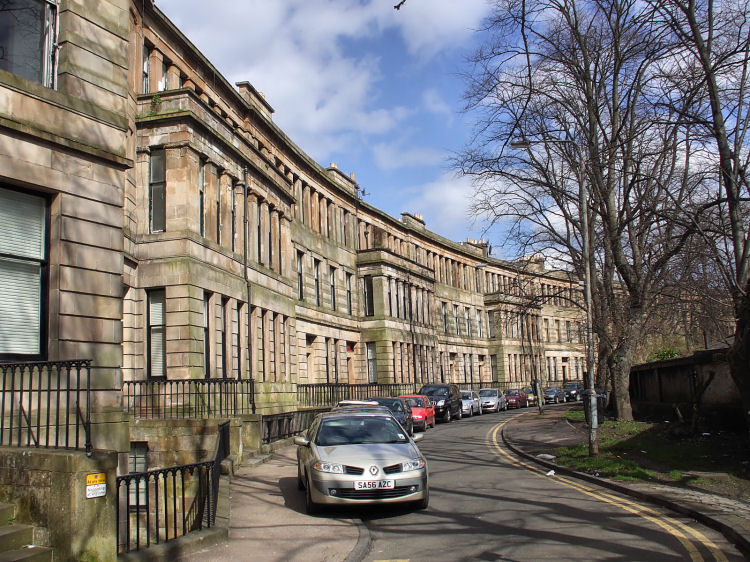
1–18 Walmer Crescent

Unter der Adresse 1–18 Walmer Crescent in der schottischen Stadt Glasgow befindet sich ein Ensemble von Wohngebäuden. 1966 wurde das Bauwerk als Einzeldenkmal in die schottischen Denkmallisten in der höchsten Denkmalkategorie A aufgenommen.

## Geschichte
William Hamilton of Middleton pachtete die Ländereien. Die geplante Gebäudezeile war in den Verträgen bereits verzeichnet. Die Vermutung, dass gegenüberliegend eine spiegelbildliche Gebäudezeile geplant war, kann anhand des Pachtvertrages ausgeschlossen werden, da dieses Grundstück Moses Steven of Bellahouston gehörte. Das Ensemble wurde zwischen 1857 und 1862 nach einem Entwurf des schottischen Architekten Alexander Thomson erbaut.

## Beschreibung
Das dreistöckige Ensemble ist in einem flachen Bogen entlang der Paisley Road (A8) im südlichen Glasgower Distrikt Cessnock geführt. Wie üblich für Thomsons Arbeiten, sind die Fassaden im Greek-Revival-Stil gestaltet. Es zählt zu seinen schlichtesten Entwürfen. Im Bereich des Erdgeschosses ist das Mauerwerk rustiziert und entlang des ersten Obergeschosses gebändert. Die tiefliegenden, ornamentiert eingefassten Eingangstüren sind über kurze Vortreppen mit gusseisernen Geländern zugänglich. Pilaster flankieren die Fenster des zweiten Obergeschosses. Sie tragen ein Pseudogebälk mit Kranzgesimse. Die Dächer sind mit Schiefer eingedeckt.